# Riedgletscher
Il Riedgletscher (ghiacciaio di Ried) si trova nel Massiccio del Mischabel (Alpi Pennine) nel Canton Vallese.

## Descrizione
Il ghiacciaio è collocato nella parte nord del Massiccio del Mischabel. Prende forma dal versante nord del Nadelhorn e si sviluppa in direzione nord-ovest. È delimitato dal Dürrenhorn ad ovest e dal Balfrin ad est. Più a valle è delimitato dal Breithorn ad ovest e dal Färichhorn ad est. Si sviluppa da un'altezza tra i 3.400 e 3.600 metri e la lingua finale scende fino a circa 2.100 m.
Dal ghiacciaio prende forma il torrente Riedbach che si getta nella Matter Vispa all'altezza di Sankt Niklaus.
Sul bordo est del ghiacciaio si trova la Bordierhütte, rifugio alpino che è punto di partenza di diverse ascensioni nella parte nord del massiccio del Mischabel.